# Огилви, Маргарет, леди Огилви
Ма́ргарет Оги́лви, ле́ди Оги́лви (англ. Margaret Ogilvy, Lady Ogilvy; 1724 — 1757) — британская аристократка, участница Якобитского восстания 1745 года.

## Биография
Леди Маргарет Огилви (урожд. Джонстон) была дочерью сэра Джеймса Джонстона, 3-го баронета и его супруги Барбары Мюррей. Во время Восстания якобитов она сопровождала Дэвида Огилви, сына Джона Огилви, 5-го графа Эйрли, который был командиром своего полка. После поражения армии якобитов в битве при Каллодене (апрель 1746 года) она была арестована в Инвернессе и отправлена в Эдинбургский замок, где содержалась под стражей. 
Маргарет Огилви была приговорена к смертной казни за участие в мятеже против короля Георга II. В ноябре 1746 года она предупредила своих друзей о плане побега из тюрьмы. В источниках упоминается, что в день казни к ней в камеру пришла прачка, после чего Маргарет переоделась прачкой и, взяв корзину с бельём, вышла из тюрьмы. Леди Маргарет и служанка дошли до того места, где Маргарет ждали друзья с приготовленными лошадьми. Леди Маргарет Огилви покинула родину и уехала во Францию, где и скончалась в 1757 году в возрасте 33 лет.

## Семья
От Дэвида Огилви у неё было 3 детей: дочери Маргарет и Джоанна и сын Дэвид.